# Keith Rowley
Keith Christopher Rowley (* 24. října 1949) byl sedmý premiér Trinidadu a Tobaga. Poprvé byl do úřadu zvolen 9. září 2015 a poté opět ve všeobecných volbách v roce 2020. Od května 2010 vede stranu Lidové národní hnutí (People's National Movement). Na premiérskou funkci rezignoval 17. března 2025 Ve funkci jej nahradil Stuart Young. V letech 2010 až 2015 byl vůdcem zdejší opozice. Od roku 1991 byl členem Sněmovny reprezentantů Trinidadu a Tobaga za okrsek Diego Martin západ. Dr. Rowley je vulkanolog se specializací na geochemii. Má doktorát z geologie.

## Životopis
Narodil se ve městě Mason Hall na Tobagu, kde ho vychovávali prarodiče, významní tobažští farmáři. Vystudoval Biskupskou střední školu na Tobagu a poté Západoindickou univerzitu v Moně na Jamajce, kde získal bakalářský titul Bachelor of Science z geologie. Pokračoval dál, tentokrát na Západoindické univerzitě v Saint Augustine na Trinidadu, kde v roce 1974 získal magisterský titul Master of Science a roku 1978 též doktorát z geologie se specializací na geochemii. Na univerzitě pak pracoval jako výzkumný pracovník a později jako vedoucí oddělení seismického výzkumu. Byl rovněž generálním ředitelem Společnosti státních lomů.

## Politická dráha
Do politiky vstoupil v roce 1981, když ve všeobecných volbách neúspěšně kandidoval za volební obvod Tobago West. Je jediným politikem strany Lidové národní hnutí, který ve všeobecných volbách kandidoval jak na Trinidadu, tak na Tobagu. Poprvé zasedl v parlamentu jako opoziční senátor v období 1987 až 1990. V následujících volebních obdobích byl ministrem zemědělství, půdy a mořských zdrojů, ministrem plánování a rozvoje, ministrem bytové výstavby a rozvoje měst a ministrem průmyslu a obchodu.

### Vůdce opozice
Po porážce Lidového národního hnutí ve volbách v roce 2010 se Rowley stal 1. června vůdcem opozice. Poté byl jako nejschopnější z kandidátů zvolen politickým vůdcem Lidového národního hnutí. Z této pozice obhajoval zavedení systému „jeden člověk, jeden hlas“ ve straně. Keith Rowley působil v několika parlamentních výborech. V roce 2004 předsedal smíšenému parlamentnímu výboru pro živé vysílání parlamentních rozprav. Působil rovněž jako zástupce Trinidadu a Tobaga v Meziamerické rozvojové bance a v Karibské rozvojové bance.

## Předseda vlády
Ve všeobecných volbách v roce 2015 stál Rowley v čele Lidového národního hnutí, které získalo 23 z 41 křesel ve Sněmovně reprezentantů, čímž porazilo předchozí koaliční vládu Lidového partnerství a získalo tak možnost vytvořit většinovou vládu. Dne 9. září 2015 složil Keith Rowley do rukou prezidenta Trinidadu a Tobaga Anthonyho Carmony přísahu jako premiér Trinidadu a Tobaga. Stal se tak 7. předsedou vlády Trinidadu a Tobaga a 2. rodilým Tobažanem v této funkci. Svoji stranu vedl k vítězství i ve všeobecných volbách v roce 2020, čímž on i jeho vláda vstoupili do 2. funkčního období. Premiérskou přísahu tentokrát složil 19. srpna do rukou prezidentky Pauly-Mae Weekesové poté, co opozice požádala o přepočítání hlasů v okrajových volebních obvodech.